# Polystichum formosum
Polystichum formosum är en träjonväxtart som beskrevs av Tindale. Polystichum formosum ingår i släktet Polystichum och familjen Dryopteridaceae. Inga underarter finns listade.